# جنوب (فیلم)
جنوب (اسپانیایی: El Sur‎) فیلمی در ژانر درام از کارگردان مؤلف کمال‌گرای اسپانیایی ویکتور اریسه است که در سال ۱۹۸۳ منتشر شد. از بازیگران آن می‌توان به اورور کلمان اشاره کرد. این فیلم در سال ۱۹۹۶ در جشن صدسالگی سینمای اسپانیا توسط منتقدان و متخصصان به عنوان ششمین فیلم برتر اسپانیایی برگزیده شد. جنوب بر اساس رمانی به همین نام از آدلایدا گارسیا مورالس ساخته شده است.
مدت زمان این فیلم در اصل قرار بود که سه ساعت باشد اما تهیه‌کننده فیلم تصمیم گرفت که نود دقیقه دوم فیلم که در جنوب اسپانیا رخ می‌دهد ساخته نشود چون فکر می‌کرد که همین فیلم نود و پنج دقیقه‌ای که اریسه ساخته برای اهداف وی عالی است. فیلم جنوب به جشنواره فیلم کن ۱۹۸۳ راه یافت.